# Українські листи з Далекого Сходу
«Українські листи з Далекого Сходу» — двотижнева газета українською мовою, що друкувалася у Харбіні в травні-листопаді 1932.
Засновник видання — Іван Паславський.
Друкувався у видавництві «Українські Державники Далекого Сходу». Вийшло 7 чисел видання. Двотижневик сприяв тому, щоб "українські родини, що мешкали в Манджурії, мали де прочитати «рідне слово правди і національної надії».